# Champagne Charlie (álbum)
Champagne Charlie es el tercer álbum de estudio de Leon Redbone, lanzado en 1978. Alcanzó el puesto 163 en las listas de álbumes pop de Billboard.

## Lista de pistas
LP cara A:
1. "Champagne Charlie" (Alfred Lee, George Leybourne) – 2:52
2. "Please Don't Talk About Me When I'm Gone" (Sidney Clare, Sam Stept) – 2:52
3. "Sweet Sue, Just You" (Will Harris, Victor Young) – 2:41
4. "The One Rose (That's Left in My Heart)" (Del Lyon, Lani McIntire) – 4:32
5. "Alabama Jubilee" (George L. Cobb, Jack Yellen) – 1:42

LP cara B:
1. "Big Bad Bill (Is Sweet William Now)" (Milton Ager, Jack Yellen) – 3:15
2. "Yearning (Just for You)" (Joe Burke, Benny Davis) – 2:48
3. "If Someone Would Only Love Me" (Jelly Roll Morton) – 3:31
4. "I Hate a Man Like You" (Morton) – 3:41
5. "T.B. Blues" (Jimmie Rodgers) – 3:56

## Intérpretes
- Leon Redbone - voz, guitarra
- Ken Whiteley - banjo, tabla de lavar
- Eddie Davis - batería
- George Marge - ocarina
- Leon McAuliffe - guitarra de pedal steel
- Eurreal Montgomery - piano
- Sammy Price - piano
- Jonathan Dorn - tuba
- Dennis Drury - trombón
- Tom Evans - clarinete
- Chris Whiteley - trompeta, bajo
- Vince Giordano - tuba, saxo bajo
- Julien Barber - violín
- Selwart Clarke - viola
- Kathryn Kienke - violín
- Regis Landiorio - violín
- Kermit Moore - violonchelo
- William S. Fischer - cuerdas

## Producción
- Joel Dorn - productor
- Kathy Tufaro - asistente de producción
- Hal Willner - productor asociado
- John Cabalka - dirección de arte